# 饭盛女

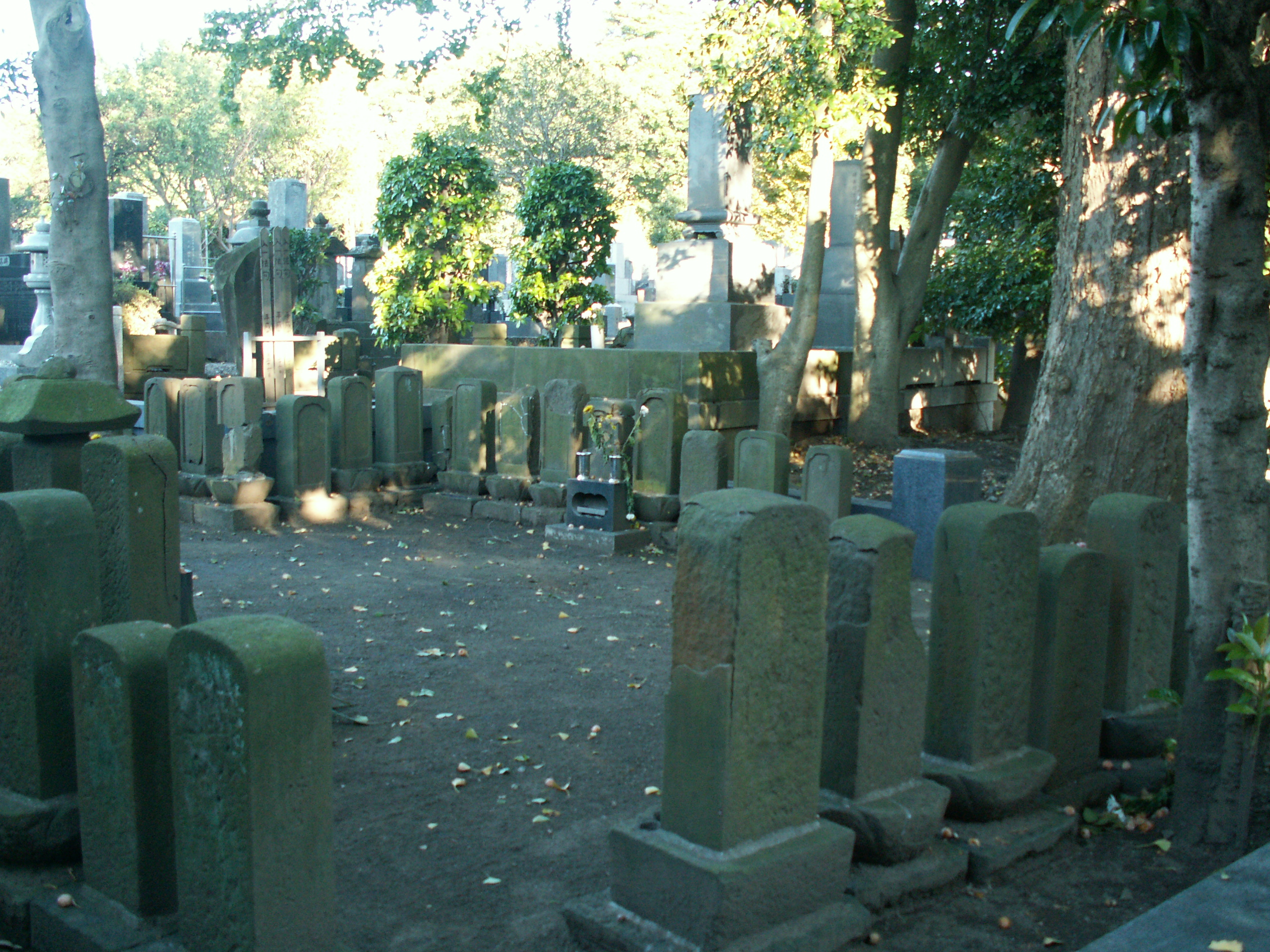
藤泽市永胜寺里饭盛女们的墓。藤泽宿旅笼小松屋所建

饭盛女（日语：／ Meshimori-onna）又叫饭卖女（／ Meshiuri-onna）、宿場女郎（／ Shukuba-jyorō），是江户时代在宿场以奉公人名义提供性服务的私娼。
「饭盛女」是俗称、幕府法规文书使用「食卖女」。从名字上来说是在宿场给客人盛、卖饭的女人。事实上为来往的男性旅客提供性服务。也并非所有的饭盛女都卖淫，单纯从事类似现在仲居那样工作的饭盛女也是有的。
17世纪随着五街道和宿场的兴建设置、伴随着日本国内的交通量大增，旅笼屋产业发达起来。宿场有服侍旅客的下女，其中一部分就演变为饭盛女。为了规避江户幕府禁止在宿场卖淫的规定就起了饭盛女这个名字、旅笼之间为了获取旅客纷纷提供了这种服务。当时无偿的公役使宿场经营困难，为了得到客源宿场再三要求幕府公开允许饭盛女的存在。幕府在权衡之后不得不默认，但是对宿屋中饭盛女的人数作了规定（一间旅笼最多两名），以防无限制扩大。
饭盛女通常是因父母欠债无法偿还或从别处拐卖而来，生活相当悲惨。据歷史學家五十岚富夫所著《饭盛女》一书记载，藤泽宿（位於今 神奈川縣藤澤市）的饭盛女平均寿命只有21.3岁，41年间共有39名饭盛女死去。